# Illa de Barsakelmes

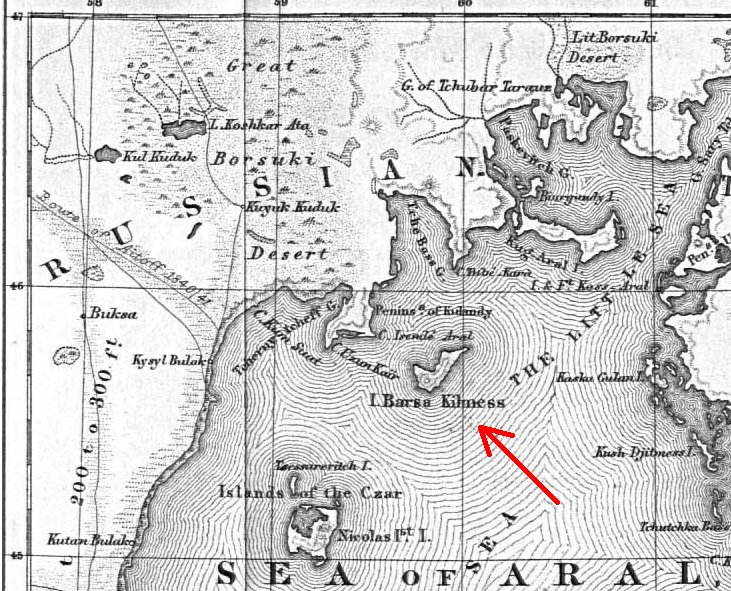
Detall de 1853 mapa del Aral Mar (de la revista de la societat geogràfica reial, Vol. 23, 1853, per acompanyar "Estudi de la Mar d'Aral pel comandant A. Burakoff, Marina Imperial Russa de 1848 a 1849")

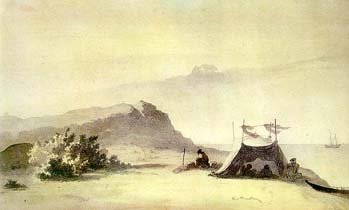
Taràs Xevtxenko: Tenda de campanya de l'expedició a l'illa de Barsakelmes de 1848

L'illa de Barsakelmes (del Kazakh: "la terra del no-retorn") és una antiga illa, la més gran del mar d'Aral. La seva superfície era de 133 km² en la dècada de 1980, però com que el mar es retirava constantment la va fer créixer, fins que en la dècada de 1990 va deixar de ser una illa. La seva altura màxima és de 113 m.
Abasta la Reserva Natural de Barsakelmes. A causa dels dipòsits de sal natives, es recomana als visitants que tanquin els ulls durant les tempestes de pols i vents forts.

## Història
La primera enquesta registrada de l'illa de Barsakelmes es va realitzar a l'agost de 1848, quan el geògraf A. Maksheyev i el topògraf A. Akishev van fer un aixecament topogràfic de l'illa i descriuen el seu paisatge. Els primers esbossos de la flora i la fauna locals van ser fetes per Taràs Xevtxenko.
Un saltícid, Sitticus barsakelmes, porta el nom de l'illa el 1998.

### Llegenda urbana
Durant la segona meitat del segle xx, hi va haver una persistent llegenda urbana sobre els fenòmens paranormals que es produïen a l'illa. La llegenda va aconseguir el seu punt màxim en la dècada de 1990, quan la revista de ciència popular Tekhnika Molodioji va publicar un ampli article sobre aquests fenòmens, un llistat dels estudiants de medicina local, tot citant Serguei Lukiànenko com la seva principal font. Va explicar una història atractiva de flux variable de temps a l'illa i la possible visita d'ovnis, i va presentar cartes i històries dels pescadors locals sobre les estranyes variacions temporals, expedicions que desapareixen i altres misteris.
Però més tard, es va revelar que les llegendes eren una sèrie d'elaborats enganys perpetrats per les successives generacions d'escriptors i periodistes locals, que havien cregut en les publicacions centrals de la URSS i les van recollir per augmentar l'interès públic. L'engany havia estat, de fet perpetrat en primer lloc i després revelat per Lukiànenko i Grigori Neverov,aleshores el president del KLF MGU (KLF = Kluba lyubitel fantastiki, club de fans de la fantasia) la participació de la qual va començar tot. Segons es diu, quan Neverov va demanar als seus col·legues de tota la Unió Soviètica si recordaven alguna història sobre fenòmens paranormals a les seves regions, Lukianenko, a continuació, un membre actiu de la KLF d'Almati, va recordar alguns rumors sobre misteriosos fets sobre Barsakelmes i decidit jugar una broma als moscovites. Va trobar l'origen dels rumors, una vella història en un diari local, juntament amb els seus amics van fabricar les evidències com les cartes dels pescadors, i fins i tot van inventar una versió local d'una èpica del Kazakhstan sobre l'heroi Koblandy Batyr.
Neverov va comprar en un relat i ho va informar a la redacció de TM, que va publicar l'article. Més tard, quan Lukiànenko va admetre l'engany a Neverov, van tractar de rastrejar l'origen de l'article que havia inspirat la broma, i van trobar que en si era una broma per un periodista local.